# Luigi Roncaglia

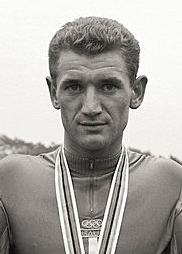
Luigi Roncaglia (1964)

Luigi Roncaglia (* 10. Juni 1943 in Roverbella) ist ein ehemaliger italienischer Bahnradsportler und zweifacher Weltmeister.
Luigi Roncaglia war als Amateur Spezialist für die Mannschaftsverfolgung. Zweimal – 1966 und 1968  – wurde er in dieser Disziplin Weltmeister, zweimal – 1965 und 1967 – Vize-Weltmeister.
Bei Olympischen  Spielen errang Roncaglia zwei Medaillen: den 1964 in Tokio gewann er eine Silbermedaille in der Mannschaftsverfolgung, 1968 die Bronzemedaille, ebenfalls in der Mannschaftsverfolgung. 
1969 wurde Roncaglia Profi und startete u. a. auch bei fünf Sechstagerennen; 1970 gewann er das von Melbourne gemeinsam mit Bob Ryan. Bereits als Amateur hatte er das Sechstagerennen von Mailand 1966 gewonnen.